# 九龍巴士98線
九龍巴士98線是一條香港新界巴士路線，循環來往將軍澳工業邨及牛頭角站，途經日出康城、百勝角、將軍澳隧道及觀塘市中心。

## 歷史

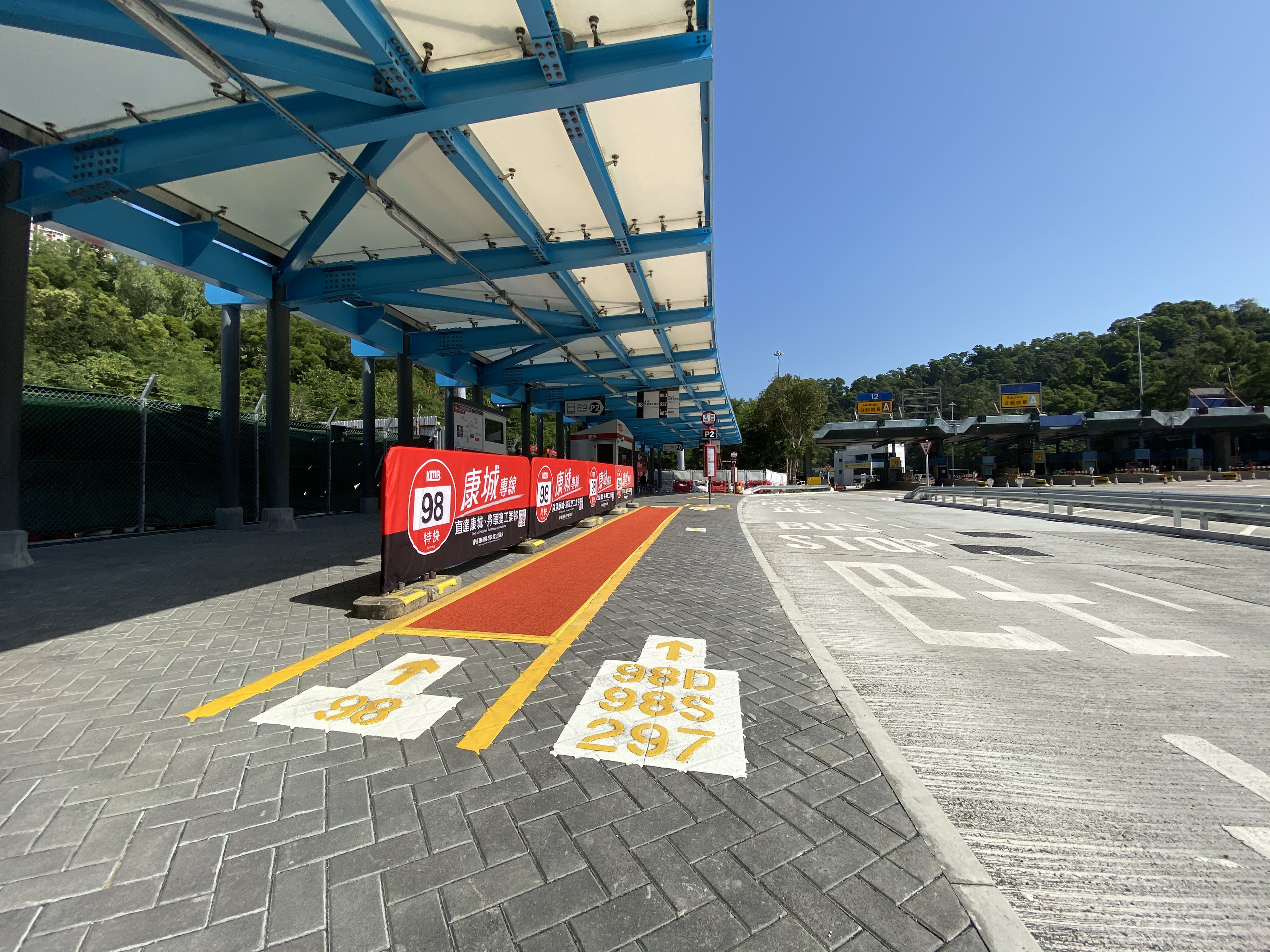
九龍巴士98線巴士等候區在營運初期鋪上紅地氈（2020年11月）

- 2020年10月2日：配合將軍澳隧道巴士轉乘站（往將軍澳方向）正式啟用，98線投入服務。[6]
- 2021年5月1日：為配合停將軍澳隧道巴士轉乘站（往九龍方向）啟用，此線增停該站並增設八達通轉乘優惠。[7]
- 2023年6月19日：新增星期一至五由將軍澳工業邨單向開往牛頭角站之特別班次，開出時間為17:25及17:45。[8]

## 服務時間及班次
常規班次
| 將軍澳工業邨開       | 將軍澳工業邨開 | 將軍澳工業邨開 |
| 日期                 | 服務時間       | 班次（分鐘）   |
| -------------------- | -------------- | -------------- |
| 星期一至五           | 06:00-07:00    | 20             |
| 星期一至五           | 07:00-08:00    | 15             |
| 星期一至五           | 08:00-00:00    | 20             |
| 星期六、日及公眾假期 | 06:00-00:00    | 20             |

特別班次 (將軍澳工業邨→牛頭角站)
- 星期一至五：17:25、17:45

星期六、日及公眾假期不設服務

## 收費
全程：$7.9
- 將軍澳工業邨往清水灣半島或之前：$5.6
- 將軍澳隧道轉車站往將軍澳工業邨：$5.6 (不適用於特別班次)

| - 本線設有12歲以下小童及65歲或以上長者半價優惠。 - 65歲或以上香港居民使用「樂悠咭」，以及12歲以下合資格殘疾兒童使用「殘疾人士身份」個人八達通繳付車資，均可享有每程$2.0或半價（以較低者為準）的票價優惠；12至64歲合資格殘疾人士使用「殘疾人士身份」個人八達通（包括「樂悠咭」），以及60至64歲香港居民使用「樂悠咭」繳付車資，均可享有每程$2.0或全費（以較低者為準）的票價優惠。 - 65歲或以上長者如使用長者或一般個人八達通繳付車資，則只可享有半價優惠；12至64歲合資格殘疾人士如不使用「殘疾人士身份」個人八達通，以及60至64歲人士如不使用「樂悠咭」繳付車資，必須繳付全費。 - 乘客可以現金或八達通於上車時付款，不設找續。 - 每位成人乘客可免費攜帶最多兩名4歲以下而不佔座位的兒童乘客乘車，超額之4歲以下小童必須繳付小童車費乘車。 - 持有「九巴月票」之乘客在車票有效期內，每日可享最多10程任何九龍巴士及龍運巴士路線（包括本路線，以及聯營路線的九龍巴士／龍運巴士提供的班次；惟乘搭機場「A」及「NA」線則可享原價二七折優惠（不會計算每天10次合資格車程））；而B1線則每日可享最多各2程（不會計算每天10次合資格車程）。 - 九龍巴士、城巴、龍運巴士及陽光巴士全職員工及家屬（不包括外判職員）可免費乘搭本路線，惟必須拍職員或職員家屬八達通。 - 乘客亦可透過多元化電子支付系統（e度嘟）繳付車資，包括使用非接觸式VISA卡、JCB卡、萬事達卡、銀聯卡、美國運通、大來國際、Discover Card、Apple Pay、Google Pay、Samsung Pay、AlipayHK「易乘碼」、支付寶、WeChatHK／微信支付「搭車碼」、銀聯雲閃付「乘車碼」及BOC Pay「乘車碼」。乘客使用此付款方式，使用此支付方式的乘客可享有中途下車之分段收費，以及與其他九巴／龍運獨營路線或聯營線九巴／龍運班次之轉乘優惠，惟不適用於與非九巴／龍運路線之轉乘優惠，亦不能享有「公共交通費用補貼計劃」及「長者及合資格殘疾人士公共交通票價優惠計劃」。 - 帶粗體字者為雙向分段收費，乘客必須使用八達通（九巴月票除外）上車拍卡繳費，並於下車前後於指定巴士站裝設拍卡機確認八達通，方可享有分段收費優惠。 |

### 八達通轉乘優惠
乘客登上本線後150分鐘內以同一張八達通卡轉乘以下路線，或從以下路線登車後150分鐘內以同一張八達通卡轉乘本線，次程可獲$4.2車資折扣優惠：
98←→將軍澳區內路線
- 98往將軍澳工業邨 → 91M任何方向、296M任何方向或298(E/F)任何方向
- 91M任何方向、296M任何方向或298E任何方向 → 98往牛頭角站

註：如需轉乘91M或296M，需轉乘298E來往將軍澳及坑口。
98←→九龍市區路線
- 98往牛頭角站 → 1A、3D、5R、11B、11C、11D、14、15/15X、16、17或215X/P往黃大仙區／九龍城／油尖旺
- 1A、3D、5R、11B、11C、11D、14、15/15X、16、17或215X往觀塘／藍田／油塘 → 98往將軍澳工業邨

98←→新界區路線
- 98往牛頭角站 → 38、40(A)、40P、42C、X42C、62X、74A、74X/B/D/E/F/P/274X、80、80X、83X、88X、89、89B、89C、89D、89X、91M/P、98D/P、258D/P、259D、268C/268A/268P、269C/269S/69C、277E/P/277X/A、296A、296C/P、296D、297往新界
- 38、40(A)、40P、42C、X42C、62X、74A、74X/74B/74C/74D/74E/74P、80(P)、80X、83X/A、88X、89、89B、89C、89D/P、89X、91M/P、98A/B、98D/S、258D/A/P/S、259D、268C/A/P、(2)69C/S、277E/P/277X/A、296A、296C/P、296D、297(P)往九龍 → 98往將軍澳工業邨

本線↔258D/259D/62X可同時享用屯門公路轉車站轉乘優惠
本線↔69C/268A/268C/269C可同時享用大欖隧道轉乘優惠

## 使用車輛
本線現時使用6輛富豪B8L 12米（V6B）巴士，均屬將軍澳車廠。
| 車隊編號 | 車牌   |
| -------- | ------ |
| V6B75    | WF4582 |
| V6B142   | WT4626 |
| V6B151   | WU3004 |
| V6B152   | WU4132 |
| V6B153   | WU4676 |
| V6B154   | WU5717 |

## 行車路線
經：駿宏街、駿才街、駿盈街、駿光街、駿昌街、駿日街、環保大道、蓬萊徑、蓬萊路、環保大道、將軍澳隧道公路、將軍澳隧道、將軍澳道、茶果嶺道、鯉魚門道、觀塘道 (西行)、觀塘道下通道、觀塘道 (西行)、掉頭、觀塘道 (東行)、觀塘道下通道、觀塘道 (東行)、鯉魚門道、將軍澳道、將軍澳隧道、將軍澳隧道公路、環保大道及駿日街。

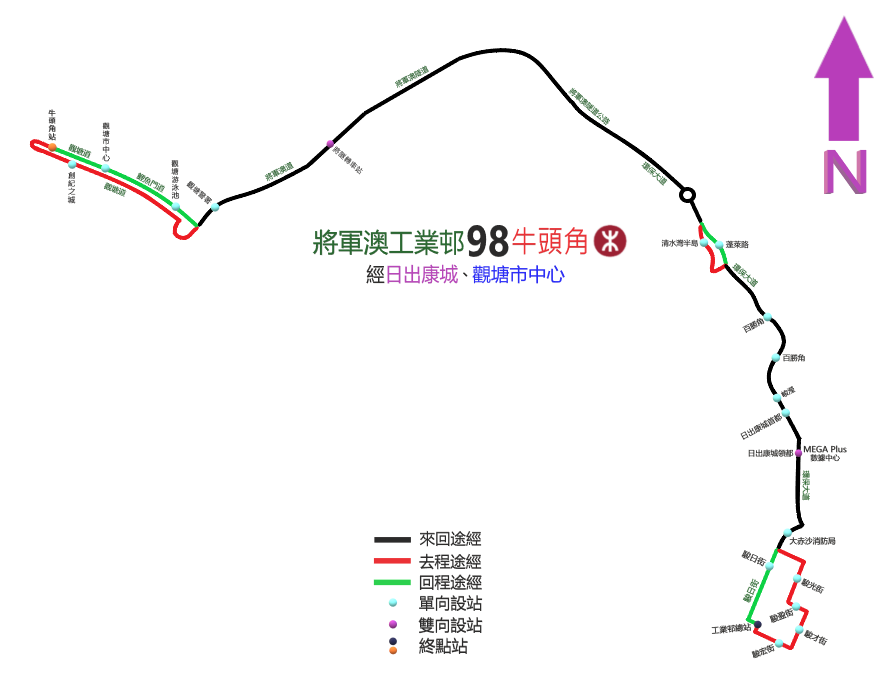
本線的走線圖

特別班次不經有斜體字之路段
具體停站請參考資訊框。

## 服務狀況
本線被九巴標榜為「康城專線」，與797線同為日出康城一帶經將軍澳隧道轉車站直達觀塘之全日路線，為日出康城居民及將軍澳工業邨上班的市民提供最直接往來觀塘市區的巴士服務，並提供大量與途經觀塘道及將軍澳隧道巴士路線的轉乘優惠往返港島（只限690及690P）、九龍及新界各區，而且取道將軍澳隧道公路直接進出環保大道，不經將軍澳其他地區，吸引部分於將軍澳工業邨上班的乘客由298、298E及298F線轉投本線，故上午繁忙時段（往將軍澳工業邨）及下午繁忙時段（往牛頭角站）的班次客量較佳。現時此線每日平均客量約2000至3000人，整體載客量有上升趨勢；惟本線並未於康城站公共運輸交匯處設站，加上工業邨交通需求僅局限於上下班時間，導致本線於非繁忙時段客量只屬一般，因此有不少地區人士希望本線加經坑口以增加客量。

## 外部連結
- 681巴士總站－九巴98線
- i-busnet－九巴98線 （页面存档备份，存于）